# Yves Cochet
Pour les articles homonymes, voir Cochet.
Yves Cochet, né le 15 février 1946 à Rennes (Ille-et-Vilaine), est un homme politique et universitaire français.
Membre des Verts puis d'Europe Écologie Les Verts, il est député du Val-d'Oise de 1997 à 2002, puis de la 11e circonscription de Paris de juin 2002 à décembre 2011. Il est président du groupe de la Gauche démocrate et républicaine à l'Assemblée nationale durant ce dernier mandat. Il est député européen de 2011 à 2014.
Il a été ministre de l'Aménagement du territoire et de l'Environnement de juillet 2001 à mai 2002, dans le gouvernement Jospin.

## Biographie

### Études
Yves Cochet est le fils d'Émile Raymond Cochet et de Juliette Marie Jacquette Bougouin. Ancien élève du lycée Saint-Vincent de Rennes, Yves Cochet, après des études de mathématiques, devient enseignant-chercheur à l’Institut national des sciences appliquées de Rennes (INSA de Rennes) en 1969. En juin 1971, travaillant avec Maurice Nivat, il soutient sa thèse de troisième cycle de mathématiques à l'université Rennes-I, intitulée « Sur l’algébricité des classes de certaines congruences définies sur le monoïde libre »,.

### Engagements politiques
Pendant ses études supérieures, il est président de l’UNEF-Sciences à la faculté de Rennes.
Dans les années 1970, les luttes des mouvements antinucléaires sont pour lui l’occasion d’adhérer à deux associations environnementalistes bretonnes : la SEPNB et Eau et rivières de Bretagne.
En 1973, il entre aux Amis de la Terre, dont il fonde le groupe rennais en 1977. Il participe ensuite activement à la candidature écologiste de l'élection présidentielle de 1981 (Brice Lalonde, 3,88 %).
En 1984, il fait partie des fondateurs des Verts, dont il est membre du Conseil national interrégional (CNIR). De 1984 à 1986, il est porte-parole, ainsi que de décembre 1992 à juin 1997.
Il est élu conseiller municipal de Rennes au premier tour lors des élections municipales de 1989, à la tête d'une liste qui remporte 13,98 % des suffrages exprimés. Il tente alors de s’opposer au métro de Rennes en défendant le tramway.
Il s’intéresse à l’idée de décroissance et est rapporteur lors du premier colloque mondial sur la décroissance, intitulé « Conference on Economics Degrowth, for Ecological Sustainability and Social Equity », les 18 et 19 avril 2008 à Paris.

### Parcours politique

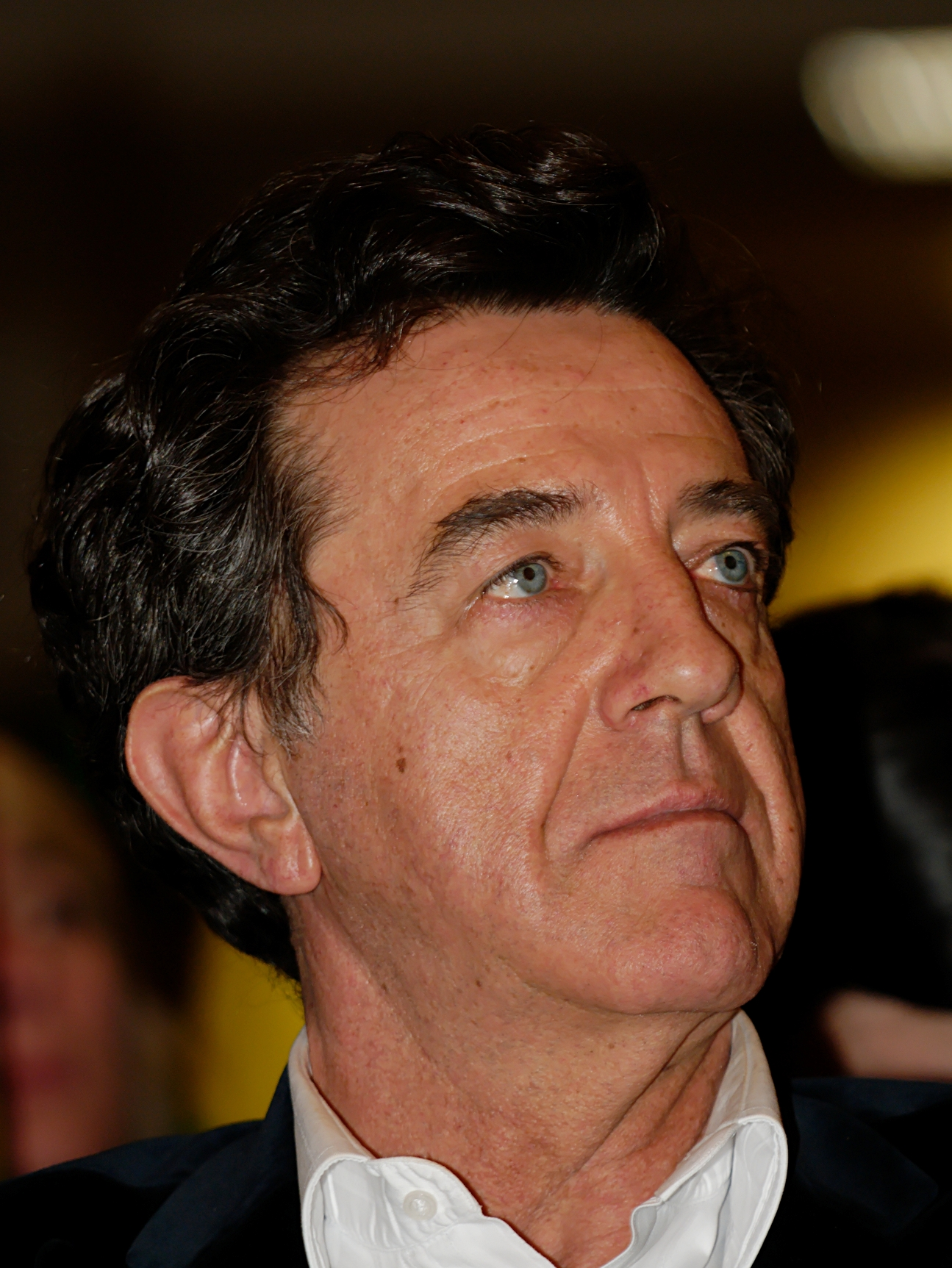
Yves Cochet, le 5 avril 2006 à un meeting de Dominique Voynet.

Après plusieurs candidatures sans succès aux législatives en Bretagne et dans le Nord où il théorise le « nomadisme électoral », il est élu député du Val-d'Oise en 1997 ; il fait alors partie des sept premiers élus écologistes au Parlement français. Il est élu vice-président de l'Assemblée nationale.
En 2001, il signe la mise en accusation de Jacques Chirac initiée par Arnaud Montebourg puis retire sa signature en expliquant qu'elle pourrait empêcher sa nomination comme ministre par le président de la République.
Il devient ministre de l'Environnement et de l'Aménagement du territoire du gouvernement de Lionel Jospin en juin 2001, succédant à Dominique Voynet qui venait de démissionner pour pouvoir postuler au secrétariat national des Verts. Le 15 octobre 2001, il crée avec le ministre chargé de l'agriculture, Jean Glavany, l'Agence bio.
Considérant que sa circonscription du Val-d'Oise rendait sa réélection aléatoire[réf. nécessaire], il se « parachute » dans la 11e circonscription de Paris (une partie du 14e arrondissement). Le 16 juin 2002, il y est élu député pour la XIIe législature (2002-2007).
En 2005, il fait campagne pour le « oui » lors du référendum français sur le traité établissant une constitution pour l'Europe.
Candidat à l’investiture pour représenter les Verts à l’élection présidentielle française de 2007, Yves Cochet obtient le 21 avril 2006 à la primaire interne de son parti 28,33 % des votes des adhérents, contre 35,45 % pour Dominique Voynet, dépassant Cécile Duflot (23 %). Le second tour n’ayant pas réussi à départager les deux candidats (égalité des voix), un second vote est organisé en juillet 2006. Dominique Voynet le devance le 18 juillet de 57 voix et devient la candidate des Verts pour l’élection présidentielle de 2007.
Candidat à sa réélection de député en juin 2007, il l’emporte facilement au second tour face à l’UMP Nicole Guedj, avec plus de 57 % des suffrages exprimés.
Passant pour être un spécialiste de la déplétion pétrolière, il est élu président du groupe d’étude sur les pics pétroliers et gaziers à l’Assemblée. Il interpelle le gouvernement à la suite de la diffusion, en octobre 2009, d'un documentaire sur l'exportation de déchets radioactifs en Sibérie.
Il déclare être favorable à la « grève du troisième ventre » c’est-à-dire à la diminution des aides financières au troisième enfant. En 2019, il ajoute que cela pourrait « permettre aux occidentaux de mieux accueillir les migrants ».
Il se met en « grève de la viande » durant le Sommet de l'ONU sur le climat à Copenhague (2009) pour exiger une reconnaissance de l'impact de la viande sur l'environnement, la sous-alimentation humaine et la souffrance animale. Il réclame un moratoire sur l’élevage intensif et des mesures énergiques pour faire baisser la consommation de produits d'origine animale.
Le 6 décembre 2011, il est élu député européen, de même que l'UMP Jean Roatta, par l'Assemblée nationale, dans le cadre d'une procédure exceptionnelle visant à faire désigner les deux eurodéputés supplémentaires prévus par le traité de Lisbonne par l'Assemblée nationale et non par le suffrage universel. À l'approche des élections législatives de juin 2012, son siège reste vacant.
Il soutient Karima Delli pour la primaire française de l'écologie de 2016.
En octobre 2017, il est cité dans une enquête de The Sunday Times sur le harcèlement sexuel au sein du Parlement européen.

### Engagements sociaux
Il travaille sur le dossier de la crise énergétique, notamment sur la « fin du pétrole bon marché », et publie sur ce sujet en 2005 Pétrole apocalypse (Fayard). Son précédent livre, Sauver la Terre (Fayard), avait été écrit en collaboration avec Agnès Sinaï. Ses ouvrages tentent de faire prendre conscience de la gravité du danger d'effondrement imminent qui pèse désormais sur la civilisation
Avec une dizaine de personnes rassemblées autour d'Agnès Sinaï, Yves Cochet est l'un des fondateurs de l'Institut Momentum, dont il est président depuis juin 2014. Momentum est un groupe de réflexion sur l'imminence de l'effondrement de la civilisation industrielle et sur les moyens à mettre en œuvre pour tenter de réduire son ampleur. Le magazine Le Point présente Yves Cochet comme un « collapsologue radical ».
En 2019, il publie Devant l'effondrement : essai de collapsologie. Il affirme que la catastrophe est certaine afin d'inciter à s'y préparer, contrairement à des auteurs comme Jean-Pierre Dupuy qui proposent de faire comme si la catastrophe était incertaine afin d'agir pour l'éviter.
Il est membre du comité d'honneur de l'Association pour le droit de mourir dans la dignité (ADMD).

### Prise de position
Selon Yves Cochet, pour sauver l'humanité, il faut dans les pays riches « limiter nos naissances » et « mieux accueillir les migrants », en incitant les pays occidentaux à faire moins d'enfants – car ce sont eux qui ont le plus d'impact sur la planète – et en incitant à adopter à la place,,,.

### Vie personnelle
Il vit aujourd'hui dans une maison de campagne au nord de Rennes, prêt à faire face à un effondrement environnemental et sociétal qui selon lui « nous arrive en pleine tronche ». En effet, en 2006, il prend la décision d'acheter avec sa fille une maison composée de sept hectares de terrain, dont une partie boisée. Afin de se préparer à un avenir proche sans transport, sans eau ni électricité, il achète des chevaux avec des calèches et s'assure d'être approvisionné en eau. Il plaide pour une alimentation végétarienne et locale.

## Résultats aux élections municipales
Les résultats ci-dessous concernent uniquement les élections où il est tête de liste
| Année | Parti | Parti | Circonscription | 1er tour | 1er tour | 1er tour | Sièges |
| Année | Parti | Parti | Circonscription | Voix     | %        | Rang     | CM     |
| ----- | ----- | ----- | --------------- | -------- | -------- | -------- | ------ |
| 1983  |       | LV    | Rennes          | 4 801    | 6,18     | 3e       | 0 / 59 |
| 1989  | 9 046 | LV    | Rennes          | 13,98    | 3e       | 4 / 59   |        |
| 1995  | 5 182 | LV    | Rennes          | 7,80     | 3e       | 0 / 59   |        |

## Détail des mandats et fonctions
- 20 mars 1989 - 18 juin 1995 : membre du conseil municipal de Rennes (Ille-et-Vilaine)
- 25 juillet 1989 - 31 décembre 1991 : député européen
- 1er juin 1997 - 10 août 2001 : député (groupe RCV)
- 10 juillet 2001 - 5 mai 2002 : ministre de l’Aménagement du territoire et de l’Environnement du gouvernement de Lionel Jospin
- 2002-2011 : député (non-inscrit, puis groupe GDR puis non-inscrit)
- 2011-2014 : député européen

## Publications

### Ouvrages
- Sauver la Terre, Paris, 2003, Fayard, 2003, 278 p. (ISBN 978-2-213-61701-5 et 2-213-61701-5)
- Pétrole apocalypse, Paris, Fayard, 2005, 274 p. (ISBN 2-213-62204-3)
- Antimanuel d'écologie, Rosny-sous-Bois, Bréal, 2009, 310 p. (ISBN 978-2-7495-0845-0)
- Susan George, Jean-Pierre Dupuy, Serge Latouche et Yves Cochet, Où va le monde ? 2012-2022 : une décennie au devant des catastrophes, Fayard/Mille et une nuits, 15 février 2012, 80 p. (ISBN 978-2-7555-0494-1, lire en ligne)
- Devant l'effondrement. Essai de collapsologie, Paris, Les Liens qui libèrent, 2019, 251 p. (ISBN 979-10-209-0737-0)
- Précisions sur la fin du monde, Paris, Les Liens qui libèrent, 2024, 176 p. (ISBN 979-10-209-2368-4)

### Article
- Yves Cochet et Maurice Nivat, « Une généralisation des ensembles de Dyck », Israel Journal of Mathematics, vol. 9,‎ septembre 1971 (ISSN 0021-2172, lire en ligne)

### Préfaces et postfaces
- David Holmgren (trad. de l'anglais), Permaculture. Principes et pistes d'action pour un mode de vie durable, Paris, Rue de l'échiquier, 2014, 581 p. (ISBN 978-2-917770-63-4) (préface)
- Pablo Servigne (préf. Yves Cochet, postface Olivier De Schutter), Nourrir l'Europe en temps de crise : vers des systèmes alimentaires résilients, Jambes, Nature et Progrès, 2014, 189 p. (ISBN 978-2-930386-52-2), réédité par les éditions Actes Sud, coll. « Babel » en 2017  (ISBN 9782330086572).
- Pablo Servigne et Raphaël Stevens (postface Yves Cochet), Comment tout peut s'effondrer : petit manuel de collapsologie à l’usage des générations présentes, Paris, Seuil, coll. « Anthropocène », 2015, 304 p. (ISBN 978-2-02-122331-6)